# Impatiens scenarioi
Impatiens scenarioi är en balsaminväxtart som beskrevs av Fischer och Raheliv. Impatiens scenarioi ingår i släktet balsaminer, och familjen balsaminväxter. Inga underarter finns listade i Catalogue of Life.